# Josep Masachs Gelma
Josep Masachs Gelma   (Sant Antoni de Vilamajor, 4 de juliol de 1983) és un exjugador d'handbol català, que ocupava la posició d'extrem dret.
Format al Club Handbol Vilamajor, el 2000 va debutar a la màxima categoria amb el Balonmano Granollers. Amb l'equip vallesà va estar fins a l'any 2006 quan va fitxar pel CB Ciudad de Logroño. El gener del 2008 va marxar al BM Ciudad Real, on va acabar la resta de temporada 2007-08. Amb l'equip manxec guanyà la Lliga de Campions, la Lliga Asobal, la Copa del Rei i la Copa Asobal. Després jugà al Portland San Antonio (2008-09), l'Octavio Pilotes Posada (2009-10) i al Balonmano Aragón (2010-12). El 2012 fitxà per l'Atlético de Madrid, amb el qual assolí el Campionat del Món de Clubs de 2012 i la Copa del Rei de 2013. La desaparició de l'equip madrileny a l'estiu del 2013 provocà el seu retorn al Naturhouse la Rioja. El 2014 va provar sort a l'estranger fitxant pel CSM Bacău de Romania però no va arribar a finalitzar la temporada. El 2015 es va retirar jugant al CH Vilamajor, l'equip del seu poble.